# Leopold Tweer
Leopold Tweer (* 14. September 1881 in Barmen; † 18. Oktober 1960 in Velbert) war ein deutscher Politiker. Er war von 1920 bis 1945 Bürgermeister von Velbert. Vergeblich versuchte er, während seiner Amtszeit Velbert zu einer kreisfreien Stadt auszubauen.

## Frühe Jahre
Tweer wurde in Barmen geboren und studierte von 1901 bis 1904 an der Universität Bonn und der Universität Leipzig Jura. Nach einem anschließenden Referendariat, das er unter anderem am Amtsgericht in Velbert absolvierte, promovierte er 1909. Danach ging er in die Kommunalverwaltung, zunächst 1910 nach Schwelm und im Jahr darauf nach Haspe: Am 16. Februar 1912 wurde er schließlich in Velbert zum juristischen Beigeordneten gewählt. Im Ersten Weltkrieg war er Offizier an der Westfront, wo er schwer verwundet wurde und schließlich vier Jahre in französischer Kriegsgefangenschaft verbrachte.

## Weimarer Republik
Nach seiner Rückkehr nach Velbert wurde Tweer 1920 zum Bürgermeister von Velbert gewählt. Er galt als ausgezeichneter Verwaltungsfachmann, mit einem ausgesprochen autoritären Amtsverständnis. Unter seine Ägide wurde das Wohlfahrts- und das Gesundheitswesen der Stadt ausgebaut. Auch das Kulturangebot der Stadt wurde ausgebaut. Das Velberter Stadtarchiv, ein Heimatmuseum (Vorläufer des Schloss- und Beschlägemuseums) und die Stadtbücherei Velbert entstanden während dieser Zeit. Der Wohnungsnot der 1920er Jahre wurde durch den Bau zahlreicher Siedlungen entgegengetreten. Zahlreiche Gelände wurden gekauft, um sie später zu bebauen. Siedlungen wie die an der Losenburg oder an der Dalbeck entstanden so. Von 1923 bis 1925 entstand der Waldfriedhof, wenige Jahre später wurde das Krankenhaus Velbert ausgebaut und an den neuen Anforderungen angepasst. 
Die 1925 von der Stadt gekaufte Villa, die heute unter dem Namen Bürgermeisterhaus bekannt ist, wurde von Leopold Tweer von 1926 bis zu seiner Suspendierung 1945 als Dienstwohnung benutzt.
Auf Tweers Initiative hin wurden ab Sommer 1928 Spenden eingesammelt, um ein Kriegerdenkmal zu errichten, das schließlich am 22. Juni 1930 in der Nähe des Offerbusch eingeweiht wurde. Tweer verfolgte mit seiner Politik das langfristige Ziel, die Stadt Velbert zur Großstadt auszubauen. Ende der 1920er Jahre wurden Teile von Neviges erworben. Das Ziel der Kreisfreiheit wurde endgültig nicht geschafft, als sämtliche Pläne Tweers – er hatte die Vereinigung von Heiligenhaus, Tönisheide und Velbert gefordert – bei den Verhandlungen zum Neugliederungsgesetz nicht berücksichtigt wurden. Velbert blieb beim neugebildeten Kreis Düsseldorf-Mettmann.

## Nationalsozialismus
Im Jahr 1931 wurde Tweer wiedergewählt. Tweer, politisch zunächst den Nationalliberalen zugehörig, wurde im März 1933 Mitglied der NSDAP. Zunächst konnte er sich nahezu problemlos im Amt halten. Ab August 1934 wurde Peter Berns neuer Kreisleiter. Berns wollte seine Heimatstadt Mettmann zum Sitz der Kreisverwaltung machen. Tweer, der für die Errichtung einer kreisfreien Stadt Velbert eingetreten war, war somit sein politischer Widersacher. Diese Feindschaft prägte sich noch aus, als Berns erreichte, dass 1938 ein Untersuchungs- und ein Parteigerichtsverfahren gegen Tweer eingeleitet wurde. Nach einer einjährigen Überprüfung der Vorwürfe wurde das Verfahren 1939 eingestellt. Nach Ende des Zweiten Weltkriegs wurde Tweer vom Dienst suspendiert und 1946 schließlich in den Ruhestand versetzt. Er starb 1960 in Velbert. Tweer hinterließ eine viel über seine Persönlichkeit aussagende Rechtfertigungsschrift.